# Valencians pel Canvi
Valencians pel Canvi (Valencianos por el cambio), siglas VPC, fue una plataforma cívica de la Comunidad Valenciana nacida en 1999 e integrada por un centenar de intelectuales para, según su manifiesto fundacional, promover el debate de ideas, la renovación de la vida política de la Comunidad Valenciana, y favorecer todas las formas posibles de contacto y unidad entre las fuerzas progresistas valencianas. En 2016 analizó su posible disolución.

## Historia
La plataforma nació en 1999 para debatir desde la sociedad civil una alternativa al espacio político ocupado durante muchos años por el Partido Popular en la Comunitat Valenciana.
La plataforma ha participado en el Foro Social Mundial, en el Foro Mundial de Redes de la Sociedad Civil y en la Red de Entidades Ciudadanas. También ha colaborado con las cátedras Alfons Cucó y Joan Fuster de la Universidad de Valencia, y con la sede de la ciudad de Alicante de la Universidad de Alicante.
En 2008 pasó a estar presidida por Josep Lluís Barona, antiguo  candidato a rector de la Universidad valenciana, acompañado por dos vicepresidentas, la catedrática de Antropología Social Josepa Cucó y la periodista Rosa Solbes. En la dirección figuraban también Francesc de Paula Burguera, Joan Francesc Mira, Francesc Pérez Moragón, Francesc Bayarri, Gustau Muñoz, Rafael Xambó y Rodolf Soler.
Desde octubre de 2011, la plataforma Valencians pel Canvi está presidida por Antoni Furió. La vicepresidenta es la periodista Rosa Solbes. Integran también el consejo directivo: Gustau Muñoz, Rosa Serrano, Sandra Obiol, Maria Josep Picó, Francesc Bayarri, Júlia Benavent, Ferrán García-Oliver, Vicent Olmos, Gerard Fullana, Pep Pérez, Juli Peretó, Emèrit Bono y Vicent Álvarez.
Los anteriores presidentes de la entidad han sido Joan Francesc Mira, Ramón Lapiedra, Francesc de Paula Burguera y Josep Lluís Barona.